# Amerikanska revolutionen

Oavhängighetsförklaringen av John Trumbull föreställer den kommitté med fem medlemmar som hade i uppgift att skriva utkastet till självständighetsdeklarationen 1776 när den visar upp sitt arbete inför den andra kontinentala kongressen i Philadelphia.

Amerikanska revolutionen var det händelseförlopp under andra hälften av 1700-talet som ledde till att de tretton kolonierna på Nordamerikas östkust uppnådde självständighet från Brittiska imperiet och kom att utgöra Amerikas förenta stater. Under denna period enades kolonierna mot det brittiska styret och gick in i en väpnad konflikt som kallas amerikanska frihetskriget, mellan 1775 och 1783. Detta kulminerade i en amerikansk självständighetsförklaring 1776 och seger på slagfältet cirka 1781.
Den amerikanska revolutionen innebar ett antal stora intellektuella och sociala förändringar, såsom de nya republikanska ideal som fick fäste hos den amerikanska befolkningen. I vissa kolonier utbröt hätska politiska debatter om demokratins roll i statens styrelse. Det amerikanska skiftet till republikanism, liksom den gradvis växande demokratin, orsakade en stor omvälvning av den traditionella sociala hierarkin och skapade den moral som bildade kärnan till amerikanska politiska värderingar.
De som stödde britterna kallades Lojalister och de som ville frigöra sig från brittiska kronan kallades Patrioter, och de var till en början inte i majoritet bland koloniernas medborgare. Uppskattningsvis var 20 procent Lojalister och ungefär lika många eller något färre var Patrioter. Övriga kallades "Fence sitters", ordagrant "staketsittare". Patrioterna vann propagandakriget och blev en mycket större andel. Uppdelningen kunde splittra familjer, bland annat för patrioten och vetenskapsmannen Benjamin Franklin, vars son var guvernör i New Jersey, och lojalist.
Den revolutionära eran började 1761, då det militära hotet mot de engelska kolonierna från Frankrike tog slut. Storbritannien ansåg att kolonierna skulle betala en ansenlig del av kostnaderna landet haft för att försvara dem, och införde ett antal hos amerikanerna impopulära skatter. Då kolonierna saknade representation i det styrande brittiska parlamentet ansåg många amerikaner att lagarna var illegitima. Efter protester i Boston skickade britterna militära styrkor varpå amerikanerna mobiliserade sin milis och strider bröt ut 1775. Lojalisterna utgjorde omkring 15–20 procent av befolkningen och patrioterna kontrollerade under hela kriget i allmänhet 80–90 procent av territoriet. Britterna lyckades bara hålla några få kuststäder. År 1776 röstade representanter för de tretton kolonierna enhälligt för att anta en självständighetsförklaring och upprättade Amerikas förenta stater.
Amerikanerna bildade 1778 en allians med Frankrike som utjämnade de militära styrkeförhållandena.
Frankrike spelade en betydande roll i revolutionen genom att tillhandahålla pengar och militär utrustning åt de amerikanska patrioterna samt organisera en koalition mot Storbritannien. Amerikanerna var dock kraftigt influerade av upplysningsfilosoferna och såg inte det franska statsskicket, absolut monarki, som någon förebild. Två större brittiska arméer tillfångatogs i slagen vid Saratoga 1777 och Yorktown 1781, i det senare med avgörande hjälp av fransk armé och flotta. Slaget vid Yorktown avslutade i praktiken kriget och ledde till fred genom Parisavtalet 1783.
Efter kriget sågs lojalisterna som landsförrädare, och 80 000 lämnade USA för Kanada och Storbritannien. De flesta var äldre och välbärgade, ett socialt skikt där de utgjorde majoriteten vilket ledde till en märkbar förändring i den forna kolonins demografi.
Förenta staterna gränsade vid tillblivelsen till det brittiska Kanada i norr, det spanska Florida i söder och floden Mississippi i väster.

## Bakgrund

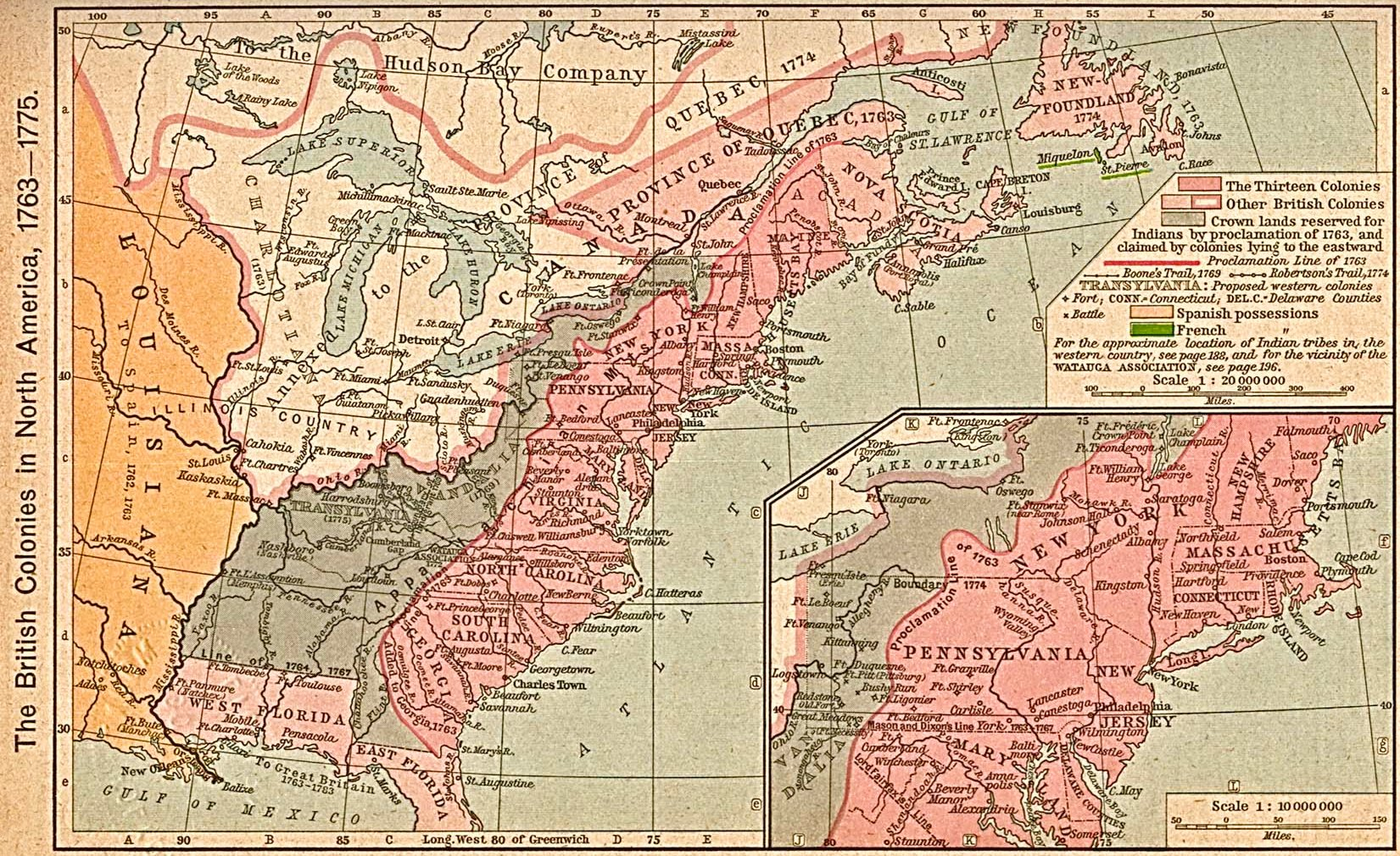
Före revolutionen: De tretton kolonierna visas i rosa.

### ”Ingen beskattning utan representation”
Vid 1763 innehade Storbritannien omfattande besittningar i Nordamerika. Förutom de tretton kolonierna styrdes tjugotvå mindre kolonier direkt av kungliga guvernörer. Segern i sjuårskriget hade givit Storbritannien Nya Frankrike (Kanada), Spanska Florida och ursprungsbefolkningens landområden öster om floden Mississippi. År 1765 ansåg sig kolonisterna fortfarande som lojala undersåtar till den brittiska kronan, med samma historiska rättigheter och skyldigheter som undersåtar i Storbritannien.
Den brittiska regeringen beslöt att beskatta sina amerikanska besittningar, i första hand för att bidra till att betala för dess försvar av Nordamerika mot fransmännen under sjuårskriget. Problemet för många amerikanska kolonister var inte att skatterna var höga, utan att kolonierna inte konsulterades om de nya skatterna, då de inte hade representation i parlamentet. Frasen ”No Taxation without Representation” (”ingen beskattning utan representation”) blev populär i många amerikanska kretsar. London hävdade att amerikanerna representerades ”virtually”, men de flesta amerikaner förkastade teorin att män i London, som inte visste någonting om deras behov och förhållanden, kunde representera dem.
I teorin reglerade Storbritannien redan koloniernas ekonomier genom navigationsakterna enligt merkantilismens läror, som sade att vad som helst som gynnade imperiet (och missgynnade andra imperier) var bra politik. Handel mellan Storbritannien och dess kolonier var endast tillåten för brittiska fartyg som var byggda i Storbritannien och till tre fjärdedelar bemannade med britter, icke-brittiska fabriksvaror fick i regel endast införas till kolonierna över engelska hamnar, och en stor mängd kolonialvaror fick endast utföras till Storbritannien. Handeln mellan de olika kolonierna var underkastad allahanda inskränkningar, och flera bestämmelser hade som syfte att hämma textil- och järnindustrins utveckling i kolonierna.
Man hade länge tolererat att dessa lagar i stor utsträckning inte åtlyddes. Nu blev det praxis att tillämpa lagarna strikt genom icke tidsbegränsade husrannsakningsorder. År 1761 hävdade James Otis, en advokat från Massachusetts, att dessa föreskrifter bröt mot kolonisternas konstitutionella rättigheter. Han förlorade målet, men John Adams skrev senare ”den amerikanska självständigheten föddes då och där.”
År 1762 drev Patrick Henry Virginias sak i ett fall där legislaturen i Virginia hade antagit en lag och kungen lade in sitt veto mot den. Henry hävdade ”att en kung, genom att förbjuda akter av denna välgörande natur, från att ha varit sin folks fader, urartade till en tyrann och förlorar all rätt till sina undersåtars lydnad.”

### 1765:Stamp Actförenar kolonierna i protest
År 1764 antog det brittiska parlamentet Sugar Act och Currency Act, som ytterligare retade kolonisterna. Protesterna ledde till ett kraftfullt nytt vapen, systematisk bojkott av brittiska varor. Britterna provocerade kolonisterna ännu mer samma år genom att även anta Quartering Act, som innebar att brittiska soldater skulle inkvarteras av de boende i vissa områden. 1765 års stämpellag blev den första direkta skatten som togs ut av parlamentet från kolonierna. Alla tidningar, almanackor, pamfletter och officiella dokument – till och med kortlekar – måste ha märket. Alla 13 kolonier protesterade kraftfullt och populära ledare som Patrick Henry i Virginia och James Otis i Massachusetts samlade folket till motstånd. Hemliga grupper, i senare tradition sammankopplade i ett hemligt nätverk kallat Sons of Liberty, ungefär Frihetens söner, bildades i många städer och hotade med våld om någon sålde stämplarna, med effekten att ingen gjorde det. I Boston brände Frihetens söner viceamiralitetsdomstolens handlingar och plundrade chefsdomaren Thomas Hutchinsons eleganta hem. Flera legislaturer uppmanade till gemensam handling, och nio kolonier skickade delegater till Stamp Act Congress i New York i oktober 1765. Moderata delegater under ledning av John Dickinson skrev en ”Declaration of Rights and Grievances” som sade att skatter som antagits utan representation kränkte gamla rättigheter. En ekonomisk bojkott mot brittiska varor underströk argumentet. Importerna till kolonierna minskade från 2 250 000 pund år 1764 till 1 944 000 pund år 1765. I London kom Rockinghams regering till makten och parlamentet debatterade huruvida stämpelskatten skulle avskaffas eller genomdrivas med en armé. Benjamin Franklin förde vältaligt amerikanernas talan, förklarade att kolonierna hade förlorat mycket i mantal, pengar och blod för att försvara imperiet i en serie krig mot fransmännen och indianerna, och att ytterligare skatter för att betala för dessa krig var orätt och kunde frambringa ett uppror. Parlamentet gick med på detta och avskaffade skatten, men i en ”Declaratory Act” i mars 1766 insisterade det att parlamentet behöll fullständig makt att stifta lagar för kolonierna ”under alla omständigheter överhuvudtaget.”

### Protesterna i Boston
I Boston den 5 mars 1770 samlades en stor folkmassa runt en grupp brittiska soldater. Folkmassan blev mer och mer hotfull och kastade snöbollar och avfall mot soldaterna. I förvirringen sköt alla utom en soldat in i folkmassan. Elva personer blev träffade. Fem av dem dog av sina skador.
Händelsen kom snabbt att kallas Bostonmassakern. Överdrivna och vitt spridda beskrivningar av massakern började vända känslorna i kolonierna mot britterna. Händelsen påbörjade också en nedåtgående spiral i förhållandet mellan Storbritannien och kolonierna, särskilt Massachusetts.
År 1767 hade den brittiska regeringen antagit Townshend Acts, som pålade en skatt på ett antal väsentliga varor inklusive papper, glas och te. Kolonister som förargades av skattehöjningen organiserade en bojkott mot brittiska varor. Den 16 december 1773 gick en grupp män ledda av Samuel Adams förklädda till mohawker ombord på brittiska tehandlares skepp och dumpade te till ett värde av uppskattningsvis 18 000 pund i hamnen. Denna händelse blev känd som Tebjudningen i Boston och är fortfarande en betydelsefull del av USA:s patriotiska tradition, trots det faktum att orsaken var en sänkning av avgiften (från en shilling till 3 pence) och inte en höjning.
Den brittiska regeringen svarade genom att anta flera akter som kom att bli kända som Intolerable Acts och bland annat inbegrep stängning av Bostons hamn tills kolonin identifierade de tehandlare vilkas varor hade blivit förstörda. Dessa åtgärder vände stämningarna i kolonierna ytterligare mot britterna.

### Liberalism och republikanism
John Lockes idéer om liberalism hade stort inflytande på de politiska sinnena bakom revolutionen. Exempelvis antydde hans teori om ”samhällskontraktet” att folket har en naturlig rätt att störta sina härskare om dessa kränker engelsmännens historiska rättigheter. Historikerna har hittat få spår av inflytande från Jean-Jacques Rousseau i Amerika. Vad gäller delstaternas och federationens grundlagar använde amerikanerna Montesquieus analys av den idealiskt ”balanserade” brittiska konstitutionen.
En motiverande styrka bakom revolutionen var amerikanernas anammande av en politisk ideologi kallad ”republikanism”, som var dominerande i kolonierna vid år 1775. ”Landspartiet” (”Country Party”) i Storbritannien, vars kritik mot den brittiska regeringen betonade att korruption skulle fruktas, influerade amerikanska politiker. Kolonisterna förknippade ”hovet” med lyx och ärvd aristokrati, vilket amerikanerna i ökande utsträckning fördömde. Korruption var det största möjliga onda, och den medborgerliga dygden krävde att man satte sin medborgerliga plikt framför sina personliga begär. Män hade en medborgerlig plikt att kämpa för sitt land. För kvinnor blev idealet ”republikanskt moderskap”, som exemplifierades av Abigail Adams och Mercy Otis Warren; Den republikanska kvinnans främsta plikt var att inplantera republikanska värden i sina barn och att undvika lyx och uppvisning. ”Grundlagsfäderna” var starka förespråkare för republikanism, särskilt Samuel Adams, Patrick Henry, Thomas Paine, Benjamin Franklin, George Washington, Thomas Jefferson och John Adams.

#### Landdispyt i väster
Den kungliga proklamationen från 1763 begränsade amerikanernas rörelser över Appalacherna. Trots detta fortsatte grupper av kolonister att flytta västerut. Proklamationen modifierades snart och var inte längre ett hinder mot kolonisering, men att den promulgerades och det faktum att den hade skrivits utan att amerikanerna blivit konsulterade förargade kolonisterna. Quebecakten från 1774 utvidgade Quebecs gränser till Ohiofloden, och stängde ute de 13 koloniernas anspråk. Vid denna tidpunkt hade dock amerikanerna liten respekt för nya lagar från London. De tränade sina miliser och organiserade sig för krig.

### Kriser 1772–1775

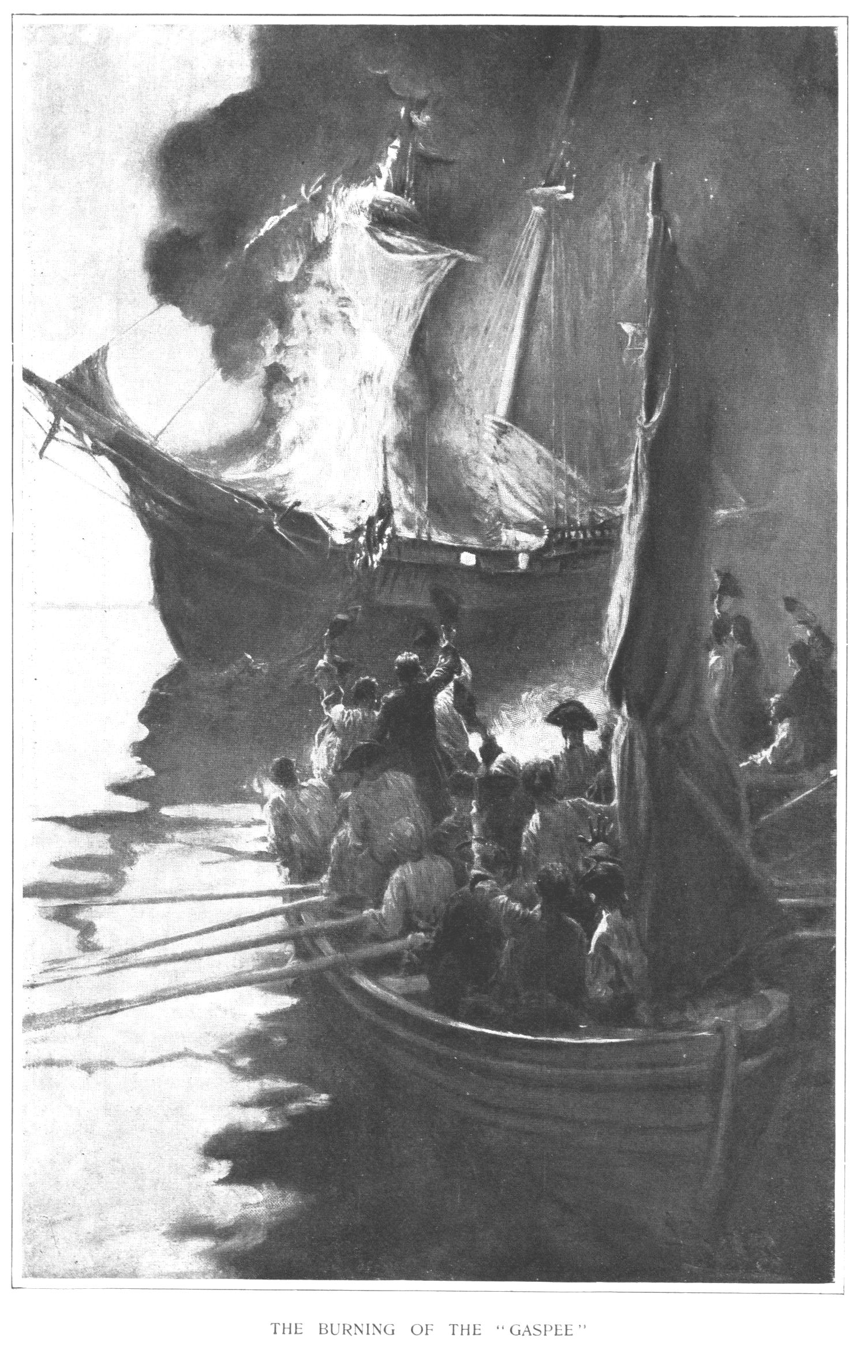
Bränningen av Gaspee

Det fanns många orsaker till den amerikanska revolutionen, men det var en serie specifika händelser som slutligen utlöste krigsutbrottet. I juni 1772 brände amerikanska patrioter ett brittiskt tullfartyg, skonaren HMS Gaspee, som använts för att genomdriva impopulära handelsrestriktioner. Kort därefter rapporterade guvernör Thomas Hutchinson av Massachusetts att han och de kungliga domarna skulle avlönas direkt från London, och därmed förbigå den koloniala legislaturen. I slutet av 1772 började Samuel Adams bilda nya korrespondenskommittéer (Committees of Correspondence) som skulle sammanlänka patrioter i alla tretton kolonier och efterhand utgöra ramverket till en rebellregering. I början av 1773 upprättade Virginia, den största kolonin, sin korrespondenskommitté, där Patrick Henry och Thomas Jefferson ingick.

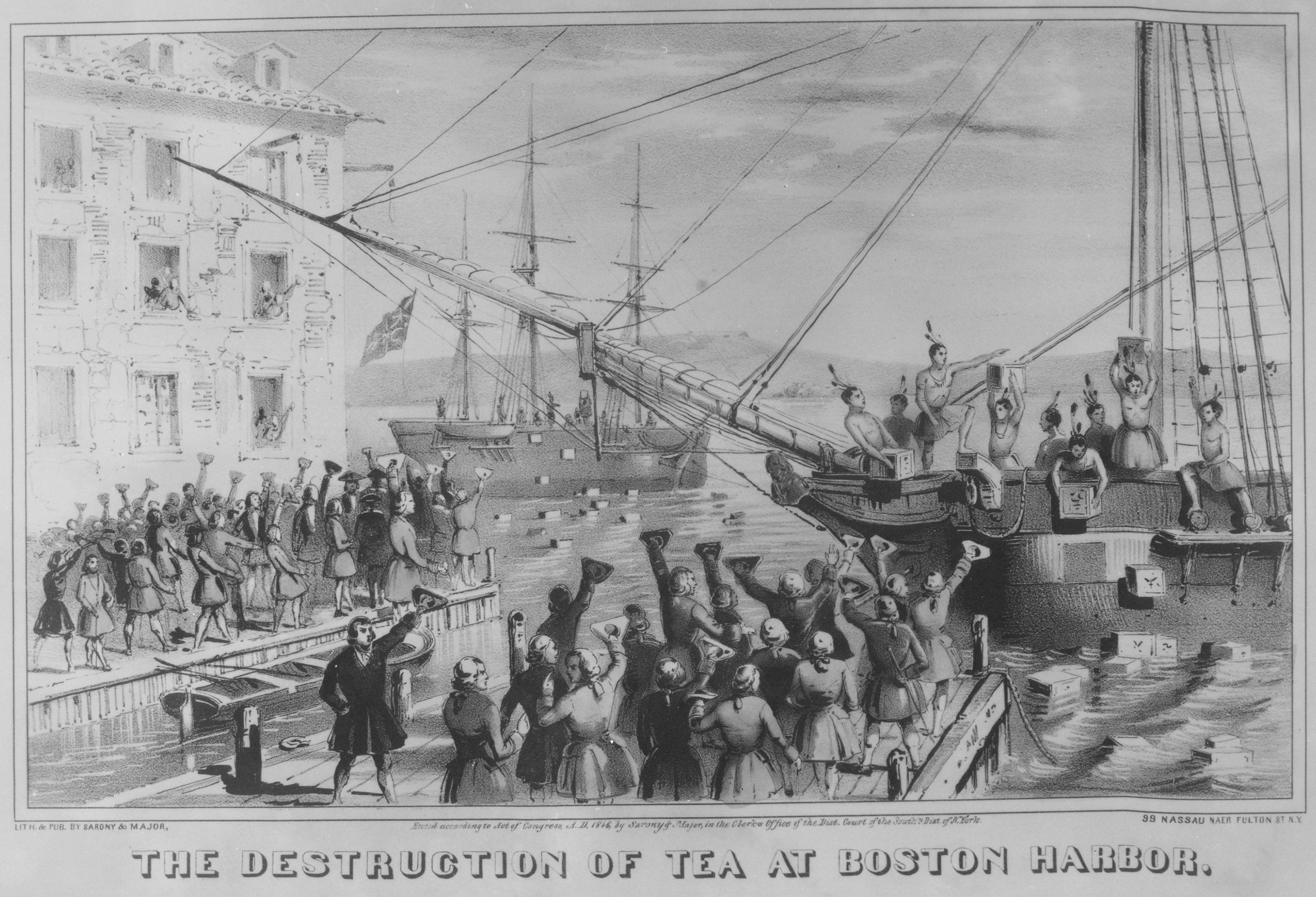
Denna litografi från 1846 har blivit en klassisk bild av tebjudningen i Boston.

”Intolerable Acts”, som de benämndes av kolonisterna, bestod av fyra lagar som stiftades av det brittiska parlamentet. Den första var Massachusetts Government Act, som förändrade Massachusetts statuter och införde restriktioner för ortsmöten. Den andra lagen, Administration of Justice Act, bestämde att alla brittiska soldater som skulle ställas inför rätta skulle bli åtalade i Storbritannien, inte i kolonierna. Den tredje lagen var Boston Port Act, som stängde Bostons hamn tills britterna hade blivit kompenserade för det te som förlorats vid Tebjudningen i Boston (britterna fick aldrig någon sådan betalning). Den fjärde lagen, Quartering Act, 1774, tillät guvernörer att husera brittiska trupper i obebodda byggnader. Den första kontinentala kongressen gav sitt stöd till Suffolk Resolves, som förklarade att Intolerable Acts var oförenliga med konstitutionen, uppmanade folket att bilda miliser och Massachussetts att bilda en patriotisk regering.
Som svar på i första hand Massachusetts Government Act bildade folket i Worcester en beväpnad postering framför det lokala tingshuset och vägrade att låta brittiska magistrater komma in. Liknande händelser skedde snart över hela kolonin. Brittiska trupper skickades från England, men när de väl anlände hade hela kolonin Massachusetts, med undantag för den tungt militariserade staden Boston, frigjort sig från brittisk kontroll över lokala angelägenheter.

## Strider börjar i Lexington 1775

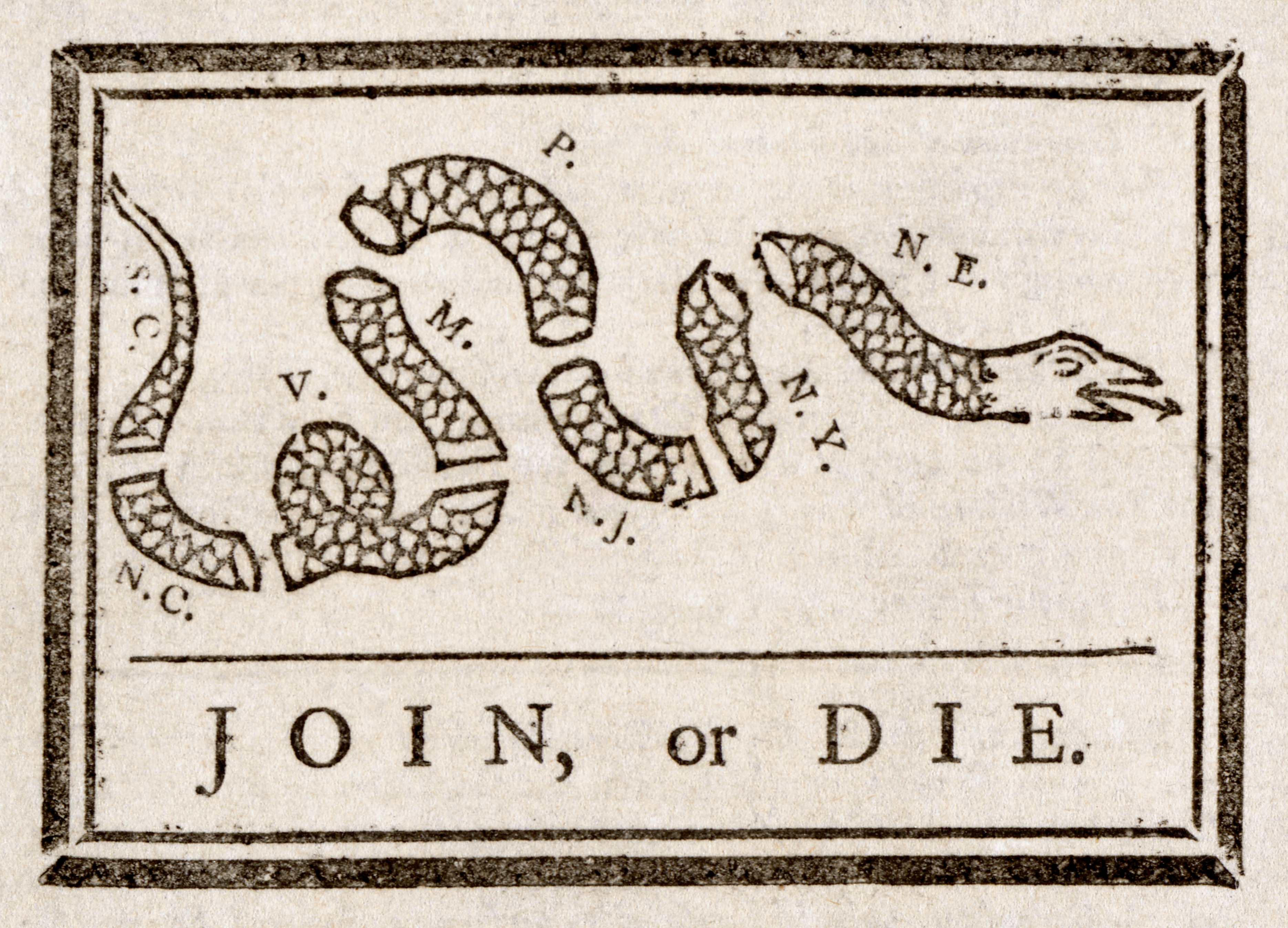
Join, or Die av Benjamin Franklin återanvändes för att uppmuntra de tidigare kolonierna att enas mot brittiskt styre.

Slagen vid Lexington och Concord utkämpades 19 april 1775, då britterna skickade ett regemente för att konfiskera vapen och arrestera revolutionärer i Concord. På sin väg mot Concord mötte de milismän vid Lexington och eldstrider uppstod. De amerikanska styrkorna drog sig snart tillbaka och de brittiska soldaterna kunde fortsätta sin marsch mot Concord. Väl på plats i Concord upptäckte de att vapnen de skulle konfiskera redan gömts undan av revolutionärerna samt att rebellstyrkor fanns i staden. Britterna inledde ett återtåg till Boston men förlorade många soldater i ett flertal bakhåll längs med vägen. Det var de första striderna i amerikanska frihetskriget, och nyheterna väckte omedelbart de 13 kolonierna att ta ut sina miliser och skicka trupper för att belägra Boston. Slaget vid Bunker Hill följde den 17 juni 1775. Under 1776 tvingade amerikanerna med George Washington som befälhavare britterna att evakuera Boston. Patrioterna hade kontrollen överallt i de 13 kolonierna och var redo att utropa självständighet. Det fanns fortfarande många lojalister, men vid juli 1776 hade de inte längre kontrollen någonstans och alla brittiska kungliga ämbetsmän hade flytt.
Den andra kontinentala kongressen samlades 1775, efter att kriget hade börjat. Kongressen bildade den kontinentala armén och utsträckte olivkvistpetitionen till kronan som ett försök till försoning. Kung Georg III vägrade ta emot den, och utfärdade istället Proclamation of Rebellion, som krävde handling mot ”förrädarna.” Det blev inga förhandlingar över huvud taget förrän 1783.

## Grupperingar

### Patrioter – revolutionärerna
Revolutionärerna kallades vid tiden för ”patrioter”, ”Whigs”, ”kongress-män” eller ”amerikaner”. De omfattade en mångfald olika sociala och ekonomiska klasser, men var eniga rörande behovet av att försvara amerikanernas rättigheter. Efter kriget var patrioter som George Washington, James Madison, John Adams, Alexander Hamilton och John Jay djupt tillgivna republikanismen men samtidigt ivriga att bygga en rik och mäktig nation, medan patrioter som Patrick Henry, Benjamin Franklin och Thomas Jefferson företrädde demokratiska impulser och den landsbygdsbefolkning som förespråkade ett lokalsamhälle med större politisk jämlikhet.
Ordet ”patriot” används i detta sammanhang enbart med syfte på en person i kolonierna som tog ställning för den amerikanska revolutionen. Att kalla revolutionärerna ”patrioter” är en långvarig historisk konvention, och gjordes även i samtiden. Det syftar inte till att uttrycka favorisering av någondera sidan.

### Lojalister och neutrala
Det går inte att veta de faktiska siffrorna, men historiker uppskattar att mellan 15 och 25 procent av kolonisterna förblev lojala mot den brittiska kronan. Dessa var vid tiden kända som ”lojalister”, ”Tories” eller ”kungens män”. Lojalisterna var i normalfallet äldre, mindre villiga att bryta mot gamla lojaliteter, ofta anknutna till den anglikanska kyrkan och innefattade många etablerade köpmän med handelsförbindelser över hela Imperiet, till exempel Thomas Hutchinson i Boston. Detta var dock i huvudsak ett inbördeskrig och som andra inbördeskrig delade det familjer, såsom familjen Franklin. William Franklin, Benjamin Franklins son och guvernör i New Jersey förblev lojal mot Kronan genom hela kriget och talade aldrig mer med sin far. Mer nyliga invandrare som inte hade blivit fullständigt amerikaniserade var också benägna att stödja kungen, såsom nyliga skotska kolonister i utbygden. Ett slående exempel på detta är Flora MacDonald.
Det finns dock anmärkningsvärda exempel på lojalister som inte var av fin familj, och det förefaller osannolikt att de innefattas i uppskattningarna om antalet lojalister. Bland dessa kan nämnas indianer, som mestadels förkastade pläderingar för att de skulle hålla sig neutrala. De flesta grupper lierade sig med Imperiet. Båda sidor erbjöd även incitament för att försäkra sig om stöd från regionala folkgrupper och ledare, och de stammar som var mest beroende av kolonial handel tenderade att ta revolutionärernas parti, även om politiska faktorer också var viktiga. Den mest framträdande indianledaren som tog parti för lojalisterna var Joseph Brant från mohawkerna, som ledde gränsräder mot isolerade samhällen i Pennsylvania och New York tills en amerikansk armé ledd av John Sullivan säkrade New York 1779 och tvingade alla lojalistiska indianer permanent till Kanada.
En annan dåligt dokumenterad grupp som anslöt sig till lojalisternas sak var afroamerikanska slavar, som aktivt rekryterades till de brittiska styrkorna i utbyte mot frigivning, beskydd för sina familjer och (ofta brutna) löften om mark. Efter kriget bosatte sig många av dessa ”svarta lojalister” i Nova Scotia, Övre och Nedre Kanada, samt andra delar av Brittiska imperiet.
En minoritet av osäker storlek försökte förhålla sig neutrala i kriget. De flesta höll en låg profil. Kväkarna, särskilt i Pennsylvania, var den viktigaste gruppen som var uttalat för neutralitet. När patrioterna utropade självständighet blev kväkarna anklagade för att vara anhängare till britterna och kritiska mot revolutionen.
Efter kriget stannade det stora flertalet lojalister kvar i USA och återgick till normala liv. Vissa, som Samuel Seabury, blev framträdande amerikanska ledare. 100 000 till 250 000 av lojalisterna emigrerade till Kanada, Storbritannien eller Västindien. Dessa utgjorde ungefär fem procent av koloniernas totala befolkning. När lojalisterna lämnade södern 1783 tog de med sig omkring 75 000 av sina slavar till Brittiska Västindien, där deras ättlingar blev fria 26 år före sina motsvarigheter i USA.

### Klasskillnader bland patrioterna
Historiker som J. Franklin Jameson i början av 1900-talet analyserade patrioternas klasstillhörighet för att leta efter bevis för att det fanns en klasskonflikt inom revolutionen. Under de senaste 50 åren har historikerna till stor del övergivit den tolkningen, och istället betonat den höga nivån av ideologisk enighet. Precis som det fanns rika och fattiga lojalister var patrioterna en blandad skara, av vilka de rikare och mer välutbildade i större utsträckning blev officerare i armén. De ideologiska kraven kom alltid först: patrioterna såg självständighet som ett sätt att frigöra sig från brittiskt förtryck och beskattning och, framför allt, hävda vad de ansåg var deras rättigheter. De flesta självägande bönder, hantverkare och småhandlare anslöt sig också till patrioterna och krävde större politisk jämlikhet. De var särskilt framgångsrika i Pennsylvania och mindre i New England, där John Adams attackerade Thomas Paines Common Sense för de ”absurda demokratiska uppfattningar” som den föreslog.

### Kvinnor

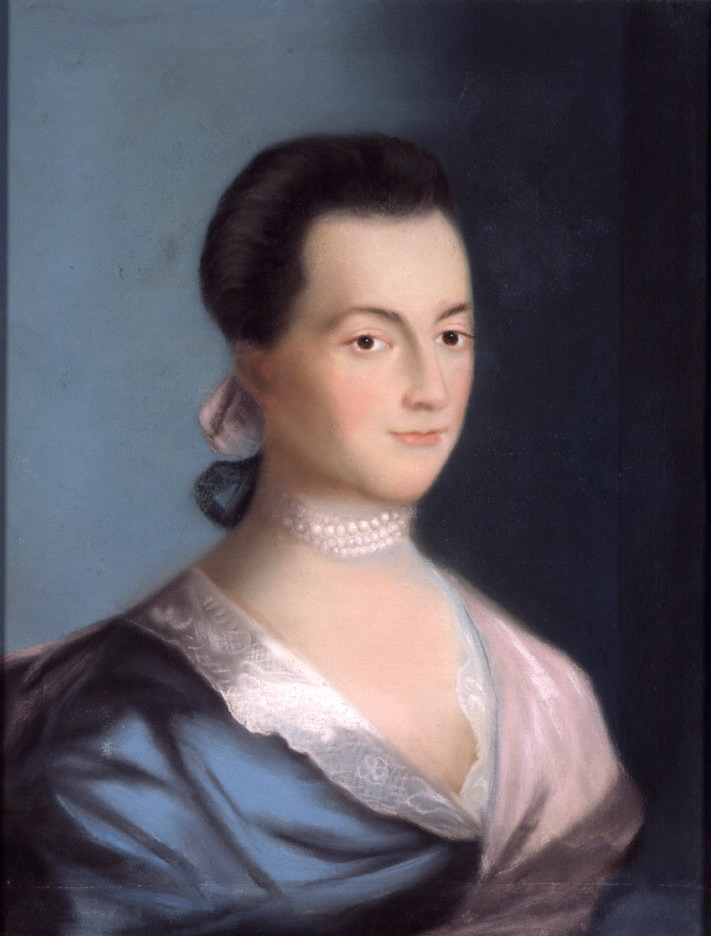
Abigail Adams.

Alla sorters kvinnor bidrog till den amerikanska revolutionen på många olika sätt. Liksom männen deltog kvinnorna på båda sidor i kriget. Bland kvinnorna var angloamerikaner, afroamerikaner och indianer också delade mellan patrioter och lojalister.
Den formella revolutionära politiken inkluderade inte kvinnor, men vanliga beteenden i hemmet blev laddade med politisk betydelse eftersom whigkvinnor mötte ett krig som genomsyrade alla aspekter av politiken och hemlivet. Patriotiska kvinnor deltog genom att bojkotta brittiska varor, spionera på britterna, följa efter arméer när de marscherade, tvätta och laga mat åt och sköta om soldater, leverera hemliga meddelanden, samt strida förklädda till män. Framför allt fortsatte de jordbruksarbetet hemma för att livnära arméerna och sina familjer.
Bojkotten av brittiska varor involverade amerikanska kvinnors villiga medverkan. De varor som bojkottades var till stor del hushållsvaror som te och tyg. Kvinnorna var då de som ofta blev tvungna återgå till att spinna och väva, vilket var hantverk som kommit ur bruk. År 1769 framställde kvinnorna i Boston 40 000 härvor garn och 180 kvinnor i Middletown, Massachusetts, vävde 18 765 meter tyg.

## Nya konstitutioner för staterna
Under 1776 fick patrioterna kontroll över hela territoriet och dess befolkning, medan lojalisterna var maktlösa. Alla tretton stater hade störtat sina befintliga regeringar, stängt domstolar och kört iväg brittiska befattningshavare från deras hem. De hade valt konvent och ”legislaturer” som existerade utanför något juridiskt ramverk. Det behövdes nya konstitutioner i alla stater för att ersätta de överspelade kungliga statuterna.
Den 5 januari 1776 ratificerade New Hampshire en första statskonstitutionen, sex månader före undertecknandet av Självständighetsförklaringen. I maj 1776 röstade Kongressen för att upphäva alla former av kunglig makt för att ersätta den med lokalt skapad makt. Virginia, South Carolina och New Jersey skapade sina konstitutioner före 4 juli. Rhode Island och Connecticut tog helt enkelt sina kungliga statuter och raderade alla referenser till kronan.
De nya staterna behövde bestämma inte bara vilken sorts styre de skulle skapa, utan först bestämma hur de skulle utse de som skulle skriva konstitutionerna och hur det dokument som blev resultatet skulle ratificeras. I stater där de rika utövade fast kontroll över processen, som Maryland, Virginia, Delaware, New York och Massachusetts, var resultaten konstitutioner som innehöll
- betydande krav på innehav av egendom för rösträtt och ännu mer betydande krav för valbarhet (även om New York och Maryland sänkte villkoren för egendom),[22]
- tvåkammarparlament, med överhuset som en broms för underhuset,
- starka guvernörer, med vetorätt över lagstiftningen och betydande utnämningsmakt,
- få eller inga begränsningar mot att personer innehar flera politiska poster, och
- fortsatt statskyrka.

I stater där de mindre välbärgade hade organiserat sig tillräckligt för att ha betydande makt, särskilt Pennsylvania, New Jersey och New Hampshire, omfattade de konstitutioner som blev följden
- allmän rösträtt för vita män, eller minimala krav på egendom för rösträtt och valbarhet (New Jersey gav några egendomsägande änkor rösträtt, men drog tillbaka denna 25 år senare)Dr. Benjamin Rush, 1783
- starka enkammarparlament,

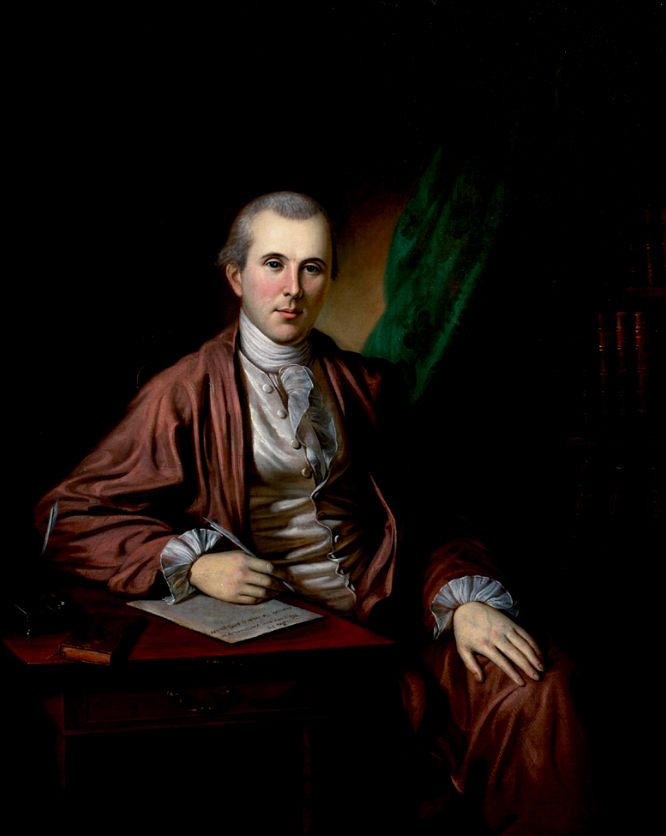
Dr. Benjamin Rush, 1783

- relativt svaga guvernörer, utan vetorätt och med begränsad utnämningsmakt,
- förbud mot att personer innehade flera politiska poster

Att konservativa eller radikaler hade övertaget i en stat betydde inte att sidan med mindre makt tyst accepterade resultatet. De radikala inslagen i Pennsylvanias konstitution varade bara i fjorton år. År 1790 fick konservativa makt i statens legislatur, inkallade ett nytt författningskonvent och skrev om konstitutionen. De nya konstitutionen begränsade den allmänna rösträtten för vita män kraftigt, gav guvernören vetorätt och utnämningsmakt och lade till ett överhus med betydande egendomsvillkor. Thomas Paine kallade denna konstitution ovärdig Amerika.

## Självständighet, 1776

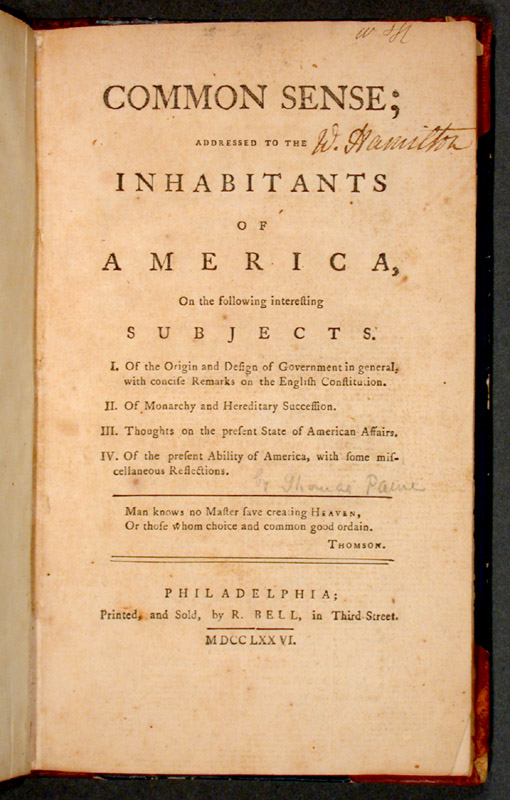
Common Sense av Thomas Paine

Den 10 januari 1776 publicerade Thomas Paine en politisk pamflett med titeln Common Sense där han hävdade att den enda lösningen på problemen med Storbritannien var republikanism och självständighet från Storbritannien.
Den 2 juli 1776 ratificerade andra kontinentalkongressen självständighetsförklaringen (den undertecknades två dagar senare, vilket är det datum som nu firas som USA:s självständighetsdag – tekniskt skedde undertecknandet under de följande månaderna, eftersom många ledamöter inte var tillgängliga med en gång, men den fjärde juli är det datum då de flesta delegaterna undertecknade den). Kriget började i april 1775, medan deklarationen utfärdades i juli 1776. Fram till denna tidpunkt hade kolonierna sökt gynnsamma fredsvillkor. Nu efterfrågade alla stater självständighet.
Konfederationsartiklarna utgjorde det första styrande dokumentet för USA. Kolonierna sammanfördes i en löslig konfederation av suveräna stater. Den andra kontinentala kongressen antog artiklarna i november 1777, men de ratificerades inte formellt förrän tre år senare.

## Krig

### Britterna återvänder 1776–1777
Britterna återvände i stort antal i augusti 1776 och tog upp kampen med den nybildade kontinentala armén för första gången i revolutionens största aktion, slaget vid Long Island. Efter ett tag intog de New York och var nära att ta general Washington till fånga. De gjorde staden till sin huvudsakliga politiska och militära bas, och höll den till 1783. De höll också New Jersey, men Washington korsade Delawarefloden till New Jersey i en överraskningsattack och besegrade brittiska arméer i slaget vid Trenton och slaget vid Princeton. Därmed återupplivade han patrioternas sak och återtog New Jersey. År 1777 inledde britterna två okoordinerade attacker. Den armé som var baserad i New York besegrade Washington och intog den nationella huvudstaden Philadelphia. Samtidigt invaderade en andra armé från Kanada med målet att skära av New England. Armén besegrades i slaget vid Saratoga, New York, i oktober 1777. Segern gav uppmuntran till fransmännen att officiellt ge sig in i kriget. Benjamin Franklin framförhandlade en permanent militär allians i början av 1778. Senare blev Spanien (1779) och Nederländerna allierade till Frankrike, vilket tvingade Storbritannien att ensamt utan några betydande allierade utkämpa ett större krig och försöka ta sig igenom en samordnad blockad av Atlanten. Den amerikanska krigsskådeplatsen blev därmed bara en front i Storbritanniens krig.
På grund av alliansen och den allt värre militära situationen evakuerade den brittiske befälhavaren sir Henry Clinton Philadelphia för att förstärka New York. General Washington försökte genskjuta reträtten, vilket ledde till slaget vid Monmouth, det sista större slaget som utkämpades i nordstaterna. Efter en sammandrabbning som inte ledde till något avgörande lyckades britterna retirera till New York. Kriget i norr blev därefter ett stillestånd, då uppmärksamheten vändes mot den södra krigsskådeplatsen.

### Brittisk attack mot södern 1778–1783

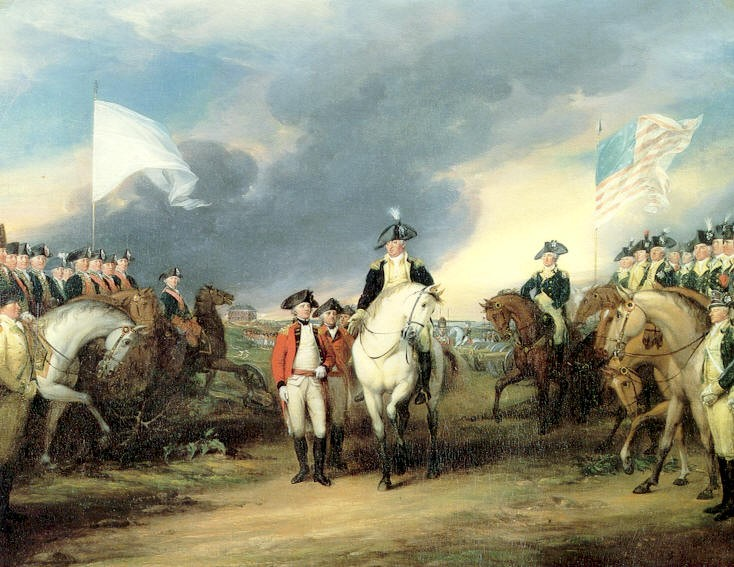
Belägringen av Yorktown slutade med att en brittisk armé kapitulerade, vilket beredde vägen för slutet på frihetskriget.

I slutet av december 1778 intog britterna Savannah och började röra sig norrut in i South Carolina. Norra Georgia besparades ockupation under denna tidsperiod, på grund av patrioternas seger i slaget vid Kettle Creek i Wilkes County, Georgia. Britterna gick vidare till att inta Charleston och upprätta ett nätverk av fort i inlandet. De väntade sig att lojalisterna skulle ge sitt stöd, men inte tillräckligt många lojalister anslöt sig och britterna blev tvungna att under strid ta sig vidare norrut till North Carolina och Virginia, där de förväntade sig att bli räddade av den brittiska flottan. Den flottan besegrades dock av en fransk flotta. Den brittiska armén var fången i Yorktown, Virginia och utsatt för ett samordnat angrepp från amerikanska och franska trupper, och i oktober 1781 kapitulerade den. Kung Georg III ville fortsätta strida, men hans anhängare förlorade kontrollen över parlamentet och kriget tog i praktiken slut.
Ett avslutande sjöslag utkämpades av kapten John Barry och hans manskap från alliansen mot tre brittiska krigsskepp som försökte ta den kontinentala arméns lönesumma den 10 mars 1783 utanför Cape Canaverals kust.

### Förräderifrågan
I augusti 1775 förklarade kungen att de amerikaner som var i vapen var förrädare mot kronan. Den brittiska regeringen behandlade först amerikanska fångar som vanliga brottslingar. De kastades i fängelse och förberedelser gjordes för att ställa dem inför rätta för förräderi. Lord Germain och Lord Sandwich var särskilt ivriga att göra så. Många av de som britterna tog som fångar vid Bunker Hill tycks ha väntat sig att bli hängda. Men regeringen tvekade inför att ta nästa steg: förräderirättegångar och avrättningar. Det fanns tiotusentals lojalister under amerikansk kontroll som skulle riskera att åtalas för förräderi av amerikanerna, och britterna byggde mycket av sin strategi på att använda dessa lojalister. Efter kapitulationen vid Saratoga 1777 fanns tusentals brittiska fångar i amerikanernas händer som i praktiken var gisslan. Därför ställdes inga amerikanska fångar inför rätta för förräderi, och fastän de flesta behandlades illa gavs de så småningom i praktiken status som krigsfångar. År 1782 fick de också formellt denna status genom ett parlamentsbeslut. Vid slutet av kriget släppte båda sidor sina fångar.

## Fredsfördrag
Fredsfördraget med Storbritannien, det så kallade Parisavtalet, gav USA allt land öster om Mississippifloden och söder om de Stora sjöarna, förutom Florida. (Den 3 september 1783 ingick Storbritannien ett separat avtal med Spanien som innebar att britterna lämnade tillbaka Florida till Spanien.) De ursprungsfolk som bodde i detta område var inte en part i avtalet och erkände det inte förrän de besegrades militärt av USA. Skiljaktigheter rörande gränser och skulder blev inte lösta förrän med Jayfördraget 1795.

## Efter revolutionen
För fem procent av USA:s invånare blev resultatet ett nederlag som följdes av utvandring. Ungefär 100 000 och kanske så många som 250 000 lojalister lämnade det nybildade landet. De flesta flyttade till de kvarvarande brittiska kolonierna i Nordamerika, såsom Quebec, Prince Edward Island och Nova Scotia. De nya kolonierna Övre Kanada (nuvarande Ontario) och New Brunswick skapades av Storbritannien för deras skull.

### Inflytande i världen i övrigt
Efter revolutionen blev det möjligt att bedriva en genuint demokratisk politik, trots motstånd och ogillande från Federalistpartiet. I staternas nya författningar skrev man in rättigheter för folket, och frihet, individens rättigheter, jämlikhet och fientlighet mot korruption kom därmed att få stöd av grundlagen och kom att bli centrala värden för invånarna i USA. Man utmanade den gamla ordningen i Europa genom att ifrågasätta ärvd politisk makt och genom den demokratiska idén att styret vilar på de styrdas medgivande. Exemplet på den första framgångsrika revolutionen mot ett europeiskt imperium gav en modell för många andra koloniala folk som insåg att de också kunde bryta sig loss och bli självstyrande nationer.
Marocko blev 1777 det första landet som erkände USA:s självständighet från Storbritannien. USA och Marocko skrev under ett vänskapsavtal tio år senare. Friesland, en av de sju förenade provinserna i den Nederländska republiken var nästa att erkänna USA:s självständighet (den 26 februari 1782, följt av Nederländska republikens generalstater den 19 april 1782). John Adams blev USA:s första ambassadör i Nederländerna.
Den amerikanska revolutionen var den första vågen i en serie revolutioner och följdes av franska revolutionen, haitiska revolutionen och latinamerikanska befrielsekrigen. De revolutionära stämningarna påverkade även Irland, Polsk-litauiska samväldet och Nederländerna.
Revolutionen hade en stark och omedelbar verkan i Storbritannien, Irland, Nederländerna och Frankrike. Många brittiska och irländska whigs uttalade sitt stöd för amerikanernas sak. Revolutionen var för många européer den första lektionen i att störta en gammal regim (förutom den holländska revolten i slutet av 1500-talet, och Storbritannien som hade haft ett inbördeskrig bara drygt hundra år tidigare) som senare var aktiva under den franska revolutionens tidsålder, såsom Markisen av Lafayette. Den amerikanska självständighetsförklaringen hade ett visst inflytande på den franska Deklarationen om människans och medborgarens rättigheter från 1789.
Ingenstans hade den amerikanska revolutionen ett mer djupgående inflytande än i Latinamerika. Självständighetskampen där formades av nordamerikanska skrifter och av den förebild som utgjordes av kolonier som faktiskt bröt sig loss och blomstrade. Historiker har identifierat många förbindelser med USA:s modell i Latinamerika.
De nordamerikanska staternas nyfunna självständighet från det Brittiska imperiet tillät att slaveriet fortsatte i USA till 1865, långt efter att det förbjöds i alla brittiska kolonier. Den kostade också indianerna dyrt. De hade fått beskydd under det brittiska styret, men i det nybildade USA revs deras fördrag upp, deras rättigheter drogs in och slutligen togs deras land ifrån dem.

### Tolkningar
Det finns varierande tolkningar om revolutionens effekt. Vid en ände av spektrumet finns den äldre synen att den amerikanska revolutionen inte alls var ”revolutionär”, att den inte omformade det koloniala samhället radikalt utan bara bytte ut ett avlägset styre mot ett lokalt. Ett nyligare synsätt som framförts av historiker som Bernard Bailyn, Gordon Wood och Edmund Morgan är att den amerikanska revolutionen var en unik och radikal händelse som åstadkom djupa förändringar och hade en djupgående inverkan på världspolitiken, grundat på en tilltagande tro på republikanismens principer, såsom folkens naturliga rättigheter och ett system av lagar som väljs av folket.

## Statsskuld
Statsskulden efter den amerikanska revolutionen sönderföll i tre kategorier. Den första var de 11 miljoner dollar som USA var skyldigt utlänningar, mestadels skulder till Frankrike. De andra och tredje, ungefär 24 miljoner vardera, var skulder som USA:s regering och delstaternas regeringar var skyldiga medborgare som hade sålt mat, hästar och utrustning till de revolutionära styrkorna. Kongressen enades om att den nya regeringens makt och auktoritet skulle betala för utlandsskulderna. Det fanns också andra skulder som bestod av skuldebrev som utfärdades efter frihetskriget till soldater, köpmän och bönder som accepterade dessa betalningar på villkor att den nya konstitutionen skulle skapa en regering som så småningom skulle betala dessa skulder. De enskilda staternas utgifter för kriget uppgick till 114 miljoner dollar, jämfört med centralregeringens 37 miljoner. År 1790 slog Kongressen ihop staternas skulder med utlandsskulden och den inhemska skulden till en statsskuld som uppgick till 80 miljoner dollar. Alla mottog det nominella värdet för certifikat från krigstiden, så att den nationella äran skulle upprätthållas och nationell kredit upprättas. 1795 betalades den stora skulden till Frankrike av med hjälp av bankiren James Swan.